# Ivan Cichan
Ivan Ryhoravič Cichan, accreditato come Ivan Tikhon dalla IAAF, anche Tsikhan (in bielorusso Іван Рыгоравіч Ціхан?; Hloŭsievičy, 24 luglio 1976), è un martellista e dirigente sportivo bielorusso, tre volte campione mondiale del lancio del martello.
È stato detentore della seconda prestazione di tutti i tempi con 86,73 m prima dell'annullamento del risultato a causa di una squalifica per doping.
Tra le molte vittorie sono da ricordare i due titoli mondiali (Parigi 2003 e Osaka 2007).

## Biografia
È nato nel villaggio di Hloŭsievičy, nel distretto di Slonim, nella Regione di Hrodna, all'epoca parte della Repubblica Socialista Sovietica Bielorussa. Attualmente vive a Hrodna. Anche sua moglie Volha è un'atleta, specializzata nel lancio del disco. I due hanno un figlio di nome Ivan.

### Carriera agonistica
È stato allenato dall'ex campione olimpico Sergey Litvinov.
Ivan Cichan si mise in luce nel 1997 vincendo i campionati europei under 23 a Turku con la misura di 77,46 m. Cominciò a fare esperienza nelle competizioni seniores, ma fino a quando i suoi lanci rimasero sotto gli 80 m non ottenne risultati di rilievo. Alle Olimpiadi di Sydney arrivò a 79,17 m, stessa misura del connazionale Ihar Astapkovič, ma avendo un secondo lancio peggiore (78,85 m contro 79,06 m) alla fine fu quarto, mentre ad Astapkovich andò la medaglia di bronzo.
Il 2003 fu l'anno di svolta nella carriera agonistica di Cichan. Rispetto alla stagione precedente si migliorò di oltre 5 metri, arrivando a lanciare stabilmente sopra gli 80 m, con un primato stagionale di 84,32 m. Vinse i Mondiali di Parigi con la misura di 83,05 m, e le Universiadi con 82,77 m. Nel maggio 2004 si migliorò ulteriormente lanciando il martello a 84,46 m, ma nella finale olimpica di Atene si fermò sotto gli 80 m (79,81 m), prima di essere successivamente squalificato il 12 dicembre 2012 dal CIO, allora dietro al giapponese Kōji Murofushi (82,91 m).
Nel 2005 Cichan migliorò ulteriormente il suo personale di oltre 2 m. Il 3 luglio, in occasione dei campionati nazionali a Brėst, scagliò l'attrezzo a 86,73 m, ad un solo centimetro dal record del mondo stabilito nel 1986 dall'allora sovietico Jurij Sjedych. Cichan divenne così il terzo uomo di tutti i tempi a superare gli 86 m nel lancio del martello, dopo Jurij Sjedych e Sergej Litvinov, ora suo allenatore, che avevano raggiunto tali misure quasi vent'anni prima, tra il 1984 e il 1986.
Ai Mondiali di Helsinki Cichan si confermò campione del mondo con la misura di 83,89 m. Difese poi il titolo ai Mondiali di Osaka nel 2007, vincendo il terzo oro consecutivo all'ultimo lancio misurato 83,63 m.
Rientra nelle competizioni nel 2015 e il 24 giugno 2016 vince i campionati nazionali bielorussi con 80,04 m qualificandosi per le Olimpiadi di Rio 2016 e per i campionati europei di Amsterdam 2016.

#### Casi doping
Nel 2008, dopo essere risultato terzo nella gara di lancio del martello delle Olimpiadi di Pechino, è trovato positivo al testosterone e squalificato per due anni.
Il 10 giugno 2010, dopo un ricorso durato due anni, il Tribunale Arbitrale dello Sport di Losanna ha restituito ai martellisti bielorussi Vadzim Dzevjatoŭski e Ivan Cichan le medaglie d'argento e bronzo conquistate alle Olimpiadi di Pechino 2008. Il Tas ha giudicato non validi i test antidoping che avevano portato a giudicare positivi al testosterone i due atleti e a disporre la revoca dei piazzamenti ottenuti. Secondo la corte elvetica, il cui parere è inappellabile, i test furono condotti senza rispettare gli standard internazionali.
Nel dicembre 2012, a distanza di anni dalle Olimpiadi di Atene 2004, il test antidoping sul campione prelevato all'atleta da esito positivo al methandienone. Per questo motivo a Cichan viene ritirata la medaglia d'argento vinta.
L'8 marzo 2013 viene di nuovo trovato positivo ad un test antidoping all'oxandrolone.
Anche in questo caso si tratta di analisi postume su campioni di urine prelevati 8 anni prima, ai mondiali di Helsinki 2005 che lo videro vincere il titolo mondiale nella gara di lancio del martello.
In seguito a queste due positività viene squalificato 2 anni dalle competizioni dal 4 agosto 2012 al 3 agosto 2014 e vengono annullati tutti i suoi risultati dal 22 agosto 2004 al 21 agosto 2006, compresi il suo record personale a 86,73 metri e l'oro agli europei di Göteborg 2006.

### Incarichi dirigenziali
Dopo il ritiro dall'attività agonistica, viene nominato presidente della Federazione nazionale di atletica leggera bielorussa.

## Progressione
| Anno | Misura (m) |
| ---- | ---------- |
| 1994 | 62,66      |
| 1995 | 66,84      |
| 1996 | 75,32      |
| 1997 | 77,46      |
| 1998 | 78,03      |
| 1999 | 70,37      |
| 2000 | 79,85      |
| 2001 | 78,73      |
| 2002 | 79,04      |
| 2003 | 84,32      |
| 2004 | 84,46      |
| 2006 | 81,12      |
| 2007 | 83,63      |
| 2008 | 84,51      |
| 2012 | 82,81      |

## Palmarès
| Anno | Manifestazione   | Sede              | Evento              | Risultato | Prestazione | Note                                     |
| ---- | ---------------- | ----------------- | ------------------- | --------- | ----------- | ---------------------------------------- |
| 1995 | Europei juniores | Nyíregyháza       | Lancio del martello | 9º        | 63,04 m     |                                          |
| 1997 | Europei under 23 | Turku             | Lancio del martello | Oro       | 77,46 m     |                                          |
| 1997 | Mondiali         | Atene             | Lancio del martello | 12º       | nm          |                                          |
| 2000 | Olimpiadi        | Sydney            | Lancio del martello | 4º        | 79,17 m     |                                          |
| 2002 | Europei          | Monaco di Baviera | Lancio del martello | 9º        | 77,86 m     |                                          |
| 2003 | Mondiali         | Saint-Denis       | Lancio del martello | Oro       | 83,05 m     |                                          |
| 2003 | Universiadi      | Taegu             | Lancio del martello | Oro       | 82,77 m     |                                          |
| 2004 | Giochi olimpici  | Atene             | Lancio del martello | dq        | dq          | [ 9 ]                                    |
| 2005 | Mondiali         | Helsinki          | Lancio del martello | dq        | dq          | [ 10 ]                                   |
| 2006 | Europei          | Göteborg          | Lancio del martello | dq        | dq          | [ 11 ]                                   |
| 2007 | Mondiali         | Osaka             | Lancio del martello | Oro       | 83,63 m     | Miglior prestazione personale stagionale |
| 2008 | Giochi olimpici  | Pechino           | Lancio del martello | Bronzo    | 81,51 m     |                                          |
| 2015 | Mondiali         | Pechino           | Lancio del martello | 21º (q)   | 71,88 m     |                                          |
| 2016 | Europei          | Amsterdam         | Lancio del martello | Argento   | 78,84 m     |                                          |
| 2016 | Giochi olimpici  | Rio de Janeiro    | Lancio del martello | Argento   | 77,79 m     |                                          |
| 2018 | Europei          | Berlino           | Lancio del martello | 6º        | 75,79 m     | Miglior prestazione personale stagionale |
| 2021 | Giochi olimpici  | Tokyo             | Lancio del martello | 18º (q)   | 74,57 m     |                                          |

## Campionati nazionali
- 4 volte campione nazionale nel lancio del martello (2001, 2003, 2004, 2005)